# Белла Кочарян
Белла Кочарян (вірм. Բելլա Քոչարյան; нар. 31 січня 1954, Степанакерт) — дружина колишнього президента Роберта Кочаряна і колишня перша леді Вірменії.

## Біографія Белли Кочарян
Кочарян закінчила факультет санітарно-гігієнічної медицини Єреванського медичного інституту в 1978 році.
Вона працювала спочатку лікарем-бактеріологом, а потім лікарем-епідеміологом на санітарно-епідеміологічної станції в Нагірному Карабасі. Також вона обіймала посаду заступника головного лікаря обласної санітарно-епідеміологічної станції та в останні роки роботи (1991—1993) завідувала відділенням на станції..
В даний час пані Кочарян є почесним президентом Всевірменський регістра донорів кісткового мозку та почесним президентом вірменського відділення міжнародного благодійного фонду Володимира Співакова «Талановиті діти Вірменії».

## Діяльність
Працювала в обласній санепідстанції (СЕС), в якості лікаря-бактеріолога, потім як лікар-епідеміолог.
Займала посаду заступника головного лікаря обласної СЕС.
В (1991—1993) вона була завідуючою відділом епідеміології СЕС.

## Суспільна діяльність
Белла Кочарян займається громадською діяльністю.
- Почесний головою Всевірменський реєстру донорів трансплантації кісткового мозку
- Почесний голова вірменської філії міжнародного благодійного фонду Володимира Співакова
- Почесний голова «Обдаровані діти Вірменії»